# Осієцький трамвай
Осіє́цький трамва́й (хорв. Osječki tramvaj) — діюча трамвайна система у хорватському місті Осієку; один з видів міського громадського транспорту. Це одна з 2-х (разом із загребською) хорватських трамвайних мереж, що збереглися до тепер.

## Історія
Електричний трамвай почав діяти в Осієку 13 грудня 1926 року після того, як була електрифікована осієцька конка, що існувала в місті від 1884 року.
Трамвайне господарство Осієка сильно постраждало під час війни Хорватії за незалежність (1991—95): було зруйновано трамвайне депо, були повністю знищені два моторних і один причіпний вагон, два інших вагона були пошкоджені.
У грудні 2006 року осієцька трамвайна система була розширена — тоді відкрили нову кілометрову лінію, що з'єднує вокзал у центрі міста та район Босутсько. У травні 2009 року відбулася чергова зміна схеми маршрутів: тепер замість 3-х ліній мережа стала складатися з 2-х, але за рахунок ще однієї добудованої ділянки до Бікари загальна протяжність колій знову збільшилася.

## Маршрути
- № 1: Зелено Поле — Вишневац — Зелено Поле;
- № 2: Бікара — Площа Анте Старчевича — Бікара.

## Туристичний трамвай
У компанії «GPP» можна замовити екскурсію по Осієку на туристичному трамваї. Також є плани придбати у Загребі списаний старий трамвай виробництва заводу «Đuro Đaković», щоб переробити його в трамвай-ресторан.

## Рухомий склад

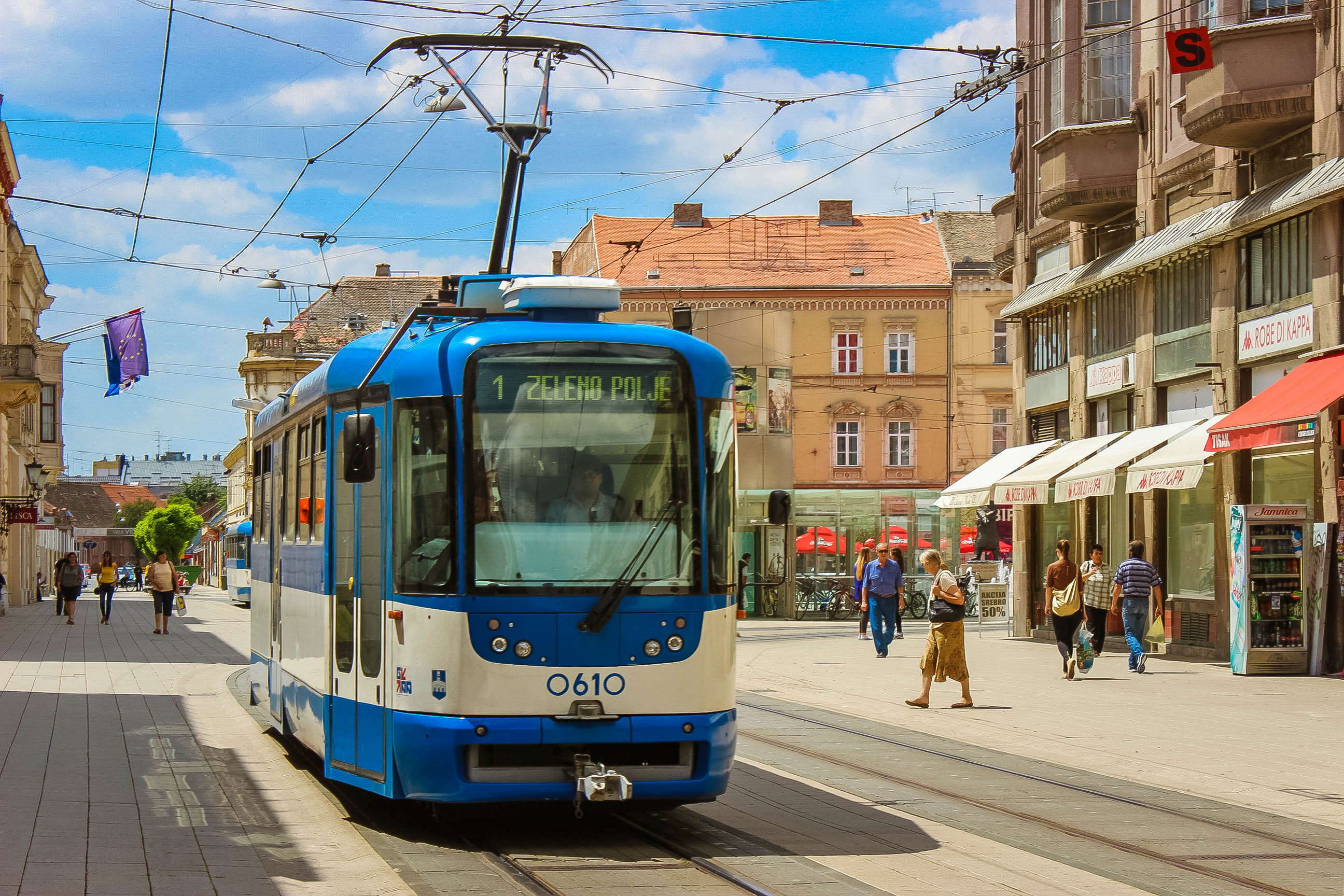
Модернізований трамвай Tatra T3R

Тривалий час рухомий склад Осієцької трамвайної мережі складався з 26-ти моторних вагонів Tatra T3YU (№№ 6839-6848, 7211-7222, 8223-8226) і 4-х причіпних вагонів Tatra B3YU (№№ 8201-8204). «Татри» постачав у Осієк завод «ČKD» починаючи з 1968 року, при цьому в Загреб були передані ще досить нові двовісні, випущені заводом «Đuro Đaković» (№№ 31-38), що надійшли в Осієк в 1961 році.
На початку 1995 року знищені під час війни трамваї були замінені уживаними зчленованими вагонами фірми «DUEWAG», що прибули з німецького Маннгейма. В Осієку ці трамваї отримали номери 9527-9531.
На початку 2007 року в Чехії для Осієка було модернізовано 17 трамваїв Tatra T3R, які отримали номери 0601-0617. Вони прибули в Осієк у березні того ж року.